# LittleBigPlanet 2
LittleBigPlanet 2 (w skrócie LBP2) – gra wideo wydana w styczniu 2011 roku przez Sony Computer Entertainment na konsolę PlayStation 3. Producentem gry jest Media Molecule. Gra została nazwana platformą gier, ponieważ twórcy dają graczom możliwość tworzenia własnych gier. Gra jest sequelem LittleBigPlanet, opowiada o kolejnych przygodach Sackboya. W grze można zaimportować swój profil z poprzedniej z pierwszej części, kontynuując poprzednio rozpoczętą rozgrywkę. Na płycie z grą znajduje się też spin-off Sackboy’s Prehistoric Moves dostępny wyłącznie na PlayStation Move.

## Rozgrywka
W grze rozgrywka jest podobna do rozgrywki w LittleBigPlanet. Gracz kontroluje Sackboya, którego może ubierać wedle własnych upodobań.
Nowością są nowe gadżety, czyli:
- Kreatynator – kask, który przypomina hełm górniczy z lufą pośrodku. Można z niej strzelać ogniem, wodą, plazmą itp.
- Chwytonatory – dają nam możliwość podnoszenia wszystkiego, co da się chwycić.
- Kotwiczka – wystrzeliwuje linkę, która może zaczepić się o coś, co można chwycić.

### Edytor plansz
W tej części edytor jest bardziej rozbudowany i posiada bardzo dużo nowych funkcji jak np.:
- Sackboty – roboty, którym można zaprogramować: ruch (można podpiąć do Kontrolinatora, nagrać ruch lub ustawić, czy ma uciekać czy śledzić gracza), sztuczną inteligencję, wygląd wybranej szmacianki lub jednego z graczy.
- Kontrolinator – narzędzie umożliwiające uruchamianie, przesuwanie, zmienianie przedmiotów itd. przy użyciu wybranego przycisku kontrolera.
- Sekwencer – uruchamia urządzenia (np. przełączniki) w określonym czasie.
- Muzyczny sekwencer – narzędzie do tworzenia muzyki przy użyciu różnych instrumentów.
- Czasomierz – przełącznik, który uruchamia się po wybranym czasie.
- Licznik – przełącznik, który uruchamia się, gdy warunek (np. chwycenie innego przełącznika) zostanie spełniony określoną liczbę razy.
- Platforma skoku – kiedy na nią wskoczymy, wystrzeliwuje nas na dostosowaną wysokość.

Oraz różne narzędzia logiki.

## Fabuła
Świat Rzemiosła terroryzuje wielki odkurzacz zwany Negativitronem. Sackboy dzięki Larry’emu da Vinci przeżywa atak Negativitrona.
Po uratowaniu Sackboya Da Vinci postanawia poddać go serii testów, aby sprawdzić, czy ten nadaje się na członka "Sojuszu", którego zadaniem jest pokonanie tyranii.
Po pomyślnym ukończeniu testów i dołączeniu do sojuszu Sackboy i Larry jadą do pałacu Wiktorii von Batysfery (miłości Larry’ego), aby odebrać o niej zamówioną armię Sackbotów. Negativitron ubiega ich jednak atakując pałac, porywa Sackboty i przeprogramuje maszynę piekącą różne stworzenia, co powoduje opanowanie pałącu przez armię mutantów. Pierwszą misją Sackboya staje się pokonanie mutantów, dojście do maszyny i wyłączenie jej. Sackboyowi udaje się to, jednak wtedy Negativitron powraca i wskrzesza maszynę, przy okazji zamieniając ją w wielką pająko-podobną bestię, którą Sackboy pokonuje. Po tych wydarzeniach Larry chce się udać do Fabryki Nowego Jutra należącej do Clive’a Handfotha, gdzie zostały porwane wszystkie Sackboty. Wiktoria decyduje się jednak nie towarzyszyć mu, ponieważ chce naprawić zniszczony pałac.
Sackboy i Da Vinci po wejściu do fabryki znajdują załamanego Clive’a, który wtajemnicza ich w biezące wydarzenia. Okazuje się, że cała fabryka została opanowana przez Negativitrona i zamieniona w więzienie dla Sackbotów, które stały się niewolnikami. Zadaniem Sackboya jest wydostać je i uwolnić całą fabrykę. Pod koniec misji atakuje go jednak jeden ze zniewolonych indyków pilnujących fabryki – Kopernik. Po pokonaniu Kopernika i zebraniu Sackbotów trzej bohaterowie lecą do Avalonii, gdzie Sackboty oraz Sackboy zostaną poddani treningowi.
Po przyjeździe do Avalonii, Avalon Centryfuga uczy Sackboya używać różnych maszyn bojowych. W trakcie treningu Negativitron atakuje Avalonię i Sackboy musi walczyć z najeźdźcami. Pomimo przeciwności Sackboty wsiadają do Wielkiej Rakiety mającej przetransportować wszystkich bohaterów na Planetę Negativitrona. Niestey, kiedy rakieta wystartowała zaatakował ją wielki skorpiono-podobny robot przysłany przez Negativitrona. Pomimo polegnięcia w walce robot posyła swój ostatni strzał tym samym niszcząc Wielką Rakietę, która rozbija się i demoluje Avalonię. Bohaterowie wiedzą, że tylko jedna osoba potrafi ją naprawić – Herbert Higgimbottam. Niefortunnie okazuje się, że Herbert zwariował i jest w zakładzie dla obłąkanych – Azylu Ewy. Clive udaje się tam wraz z Sackboyem.
Na miejscu okazuje się, że Azyl jest oblegany przez Negativitrona, którego armia złych ogniowych  Sackbotów pali las, i zamierza zniszczyć Drzewo Życia zasilające cały teren. Sackboy używając wodotrysku niszczy ognistych przeciwników, ratuje pacjentów oraz cały las i wraz z Ewą Silvą Paragoricą dostaje się do centrum azylu, gdzie zmniejsza się i wchodzi do ciała Dr. Higgingbotama, gdzie z pomocą specjalnych przeciwciał pokonuje wirusa Negativitrona, który siedzi w jego mózgu. Gdy Herbert jest już zdrowy, odbudowuje rakietę i Larry Da Vinci, Wiktoria Bathysphere, Clive Handforth, Avalon Centryfuga, Ewa Silva Paragorica, on i Sackboy wylatują w kosmos, by znaleźć i unicestwić Negativitrona. Jednak przed odlotem Avalona porywa negativitron.
Gdy bohaterowie lecą na Negativitrona z armią zwierzątek robotów i Sackbotów, ów odkurzacz atakuje rakietę i niszczy ją, tym razem na dobre. Członkowie Sojuszu rozbijają się na Negativitronie (jego korpus to planeta przypominająca wielkie wysypisko śmieci) i Sackboy zostaje odseparowany od Przyjaciół. Jednak z pomocą Sackbotów odnajduje ich i ratuje. Gdy już jest bezpieczny, ostatnią drogą do jaskiń w których jest gdzieś samo serce Negativitrona jest pikselowe, 8-bitowe pole pełne wrogich istot. Gdy Sojusz dociera do Wnętrza Negativitrona, on sam ze swoją armią wpełza do swojego ciała i atakuje armię Sojuszu. Gdy dwie strony (potwory odkurzacza kontra Sackboty i zwierzaki) toczą bitwę, bohaterowie odnajdują Serce Negativitrona. Negativitron podąża za nimi i zaczyna się finalna walka. Walczą wszyscy, ale Sackboy ostatecznie pokonuje wroga, i Little Big Planet zostaje uratowane.

## Wersja polska[14]
- Paweł Szczesny – Narrator
- Piotr Fronczewski – Larry Da Vinci
- Krzysztof Kowalewski – Clive Handforth
- Anna Dereszowska – Ewa Silva Paragoricia
- Jarosław Boberek – doktor Higginbotham
- Piotr Bąk – Avalon Centryfuga
- Brygida Turowska – Wiktoria von Batysfera